# Paul Colas
Paul Colas, né le 6 mai 1880 dans le 18e arrondissement de Paris, ville où il est mort le 9 septembre 1956 dans le 8e arrondissement, est un tireur sportif français.

## Palmarès
- Champion olympique à l'arme libre 3 positions à 300 mètres en 1912
- Champion olympique au fusil de guerre à 600 mètres en 1912
- Vice-champion olympique à l'arme libre 3 positions par équipes à 400 + 600 + 800 mètres en 1924
- Médaille de bronze olympique à la carabine petit calibre par équipes à 50 et 100 yards ([50 - 100] × 0,914 mètre) en 1908